# 喷火战机乐队
幽浮一族樂團（英語：Foo Fighters）是一支來自美國華盛頓州西雅圖的搖滾樂團，由超脫樂團前鼓手戴夫·格羅爾於1994年創建，目前陣容包括格羅爾（主唱、吉他手）、奈特·孟德爾（貝斯手）、克里斯·沙弗利特和帕特·斯密爾（吉他手）、拉米·傑菲（鍵盤手）和喬什·弗里茲（鼓）。鼓手威廉·戈德史密斯和泰勒·霍金斯以及吉他手弗朗茲·斯塔爾都是樂團的前成員。幽浮一族樂團有七張專輯獲得葛萊美獎提名最佳搖滾專輯，當中得到了五次最佳搖滾專輯的肯定，為目前獲得最多次此獎項的樂團。

## 樂團成員
- 戴夫·格羅爾 – 主唱，旋律吉他（1994至今）
- Nate Mendel – 貝斯（1995至今）
- 泰勒·霍金斯 – 鼓，打擊樂器（1997–2022過世）
- Chris Shiflett – 吉他（1999–至今）
- Pat Smear – 吉他（1995–1997, 2010–至今；巡迴表演成員 2005–2010）
- Rami Jaffee – 鍵盤,鋼琴（2017–至今; 巡迴表演成員 2005–2017）

已離開成員
- William Goldsmith – 鼓, 打擊樂器（1995–1997）
- Franz Stahl – 吉他（1997–1999）

## 專輯列表
- Foo Fighters (1995)
- The Colour and the Shape (1997)
- There Is Nothing Left to Lose (1999)
- One by One (2002)
- In Your Honor (2005)
- Echoes, Silence, Patience & Grace (2007)
- Wasting Light (2011)
- Sonic Highways (2014)
- Concrete and Gold (2017)
- Medicine at Midnight (2021)